# Бердянський міський Палац культури імені Т. Г. Шевченка
Бердянський міський Палац культури ім. Т. Г. Шевченка — палац культури у Бердянську, є головним культурним і мистецьким осередком міста, в якому працюють численні культурно-мистецькі та творчі колективи.

## Історія
Після другої світової війни міський Будинок культури розміщувався у споруді на перетині вулиці Ля-Сейнська і проспекту Праці (зараз на цьому місці площа ЦДЮТ). За будівлею палацу була упорядкована територія. Директорами тих років були Олег Іванович Пріщенко, Лазар Борисович Цивкін, Леонід Іванович Троян.
Будівля Палацу культури здали в експлуатацію в березні 1973 року, а в липні того ж року була здана друга черга МПК — мала зала. Архітектор український радянський архітектор будівлі Єжов Валентин Іванович. Перший урочистий захід на новому концертному майданчику міста відбувся 23 лютого у День Радянської Армії і Військово-Морського Флоту СРСР. У міському Палаці культури відкрилося багато нових творчих колективів.

Починаючи з 1973 року, директорами установи культури були: Л. І. Троян, Микола Степанович Саламатін, виконувачем обов'язків Микола Григорович Волошин, Анатолій Федорович Кіос, Василь Іванович Лут, Б. П. Ізмайлов, Йосип Федорович Ясницький, Микола Іванович Хоменко, А. Н. Шостак, в.о. Г. Я. Есмурзіева, Олександр Миколайович Коломоєць.

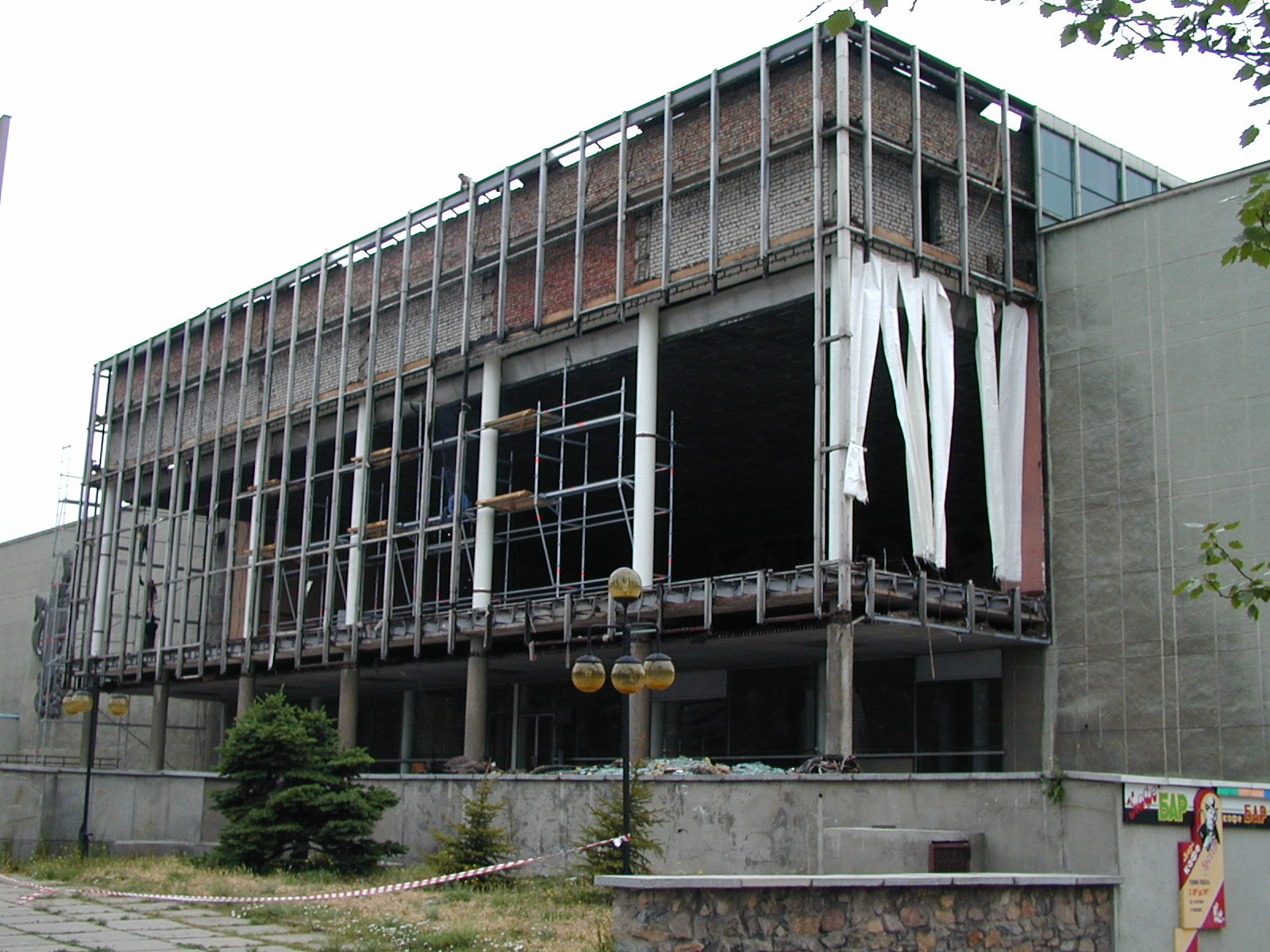
Заміна вітражів МПК, 2002 р.

У 2002 році виконано заміну вітражів з богемського скла, яке було спеціально виготовлено в Чехії.
2014 року палацу присвоєно ім'я Тараса Григоровича Шевченка.
З лютого 2016 року по теперішній час МПК очолює Олександр Сергійович Семененко.

## Колективи
Колективи та творчі об'єднання міського Палацу культури імені Т. Г. Шевченка разом створюють велику творчу родину мистецького центру, в якому представлені  найрізноманітніші види і жанри мистецтва центру, перспективою розвитку якого є зміцнення позицій як сучасного проукраїнського осередку Бердянська.
Сьогодні діє 20 творчих колективів, серед них:

### Народна студія образотворчого мистецтва «Азовська перлина»
«Азовська перлина» — народна студія образотворчого мистецтва, керівник Юрій Затьора.
Студія була створена 1973 року, 1979 отримала звання «народна». Багато років вихованці студії, а це діти і підлітки, представляють власні роботи на різноманітних міських виставках, зокрема, до Дня захисника, свята весни, дня Перемоги, дня захисту дітей, виставках «Краса нашого міста», «Золота осінь», виставка естампів тощо.
У студії образотворчого мистецтва здобувають основи з теорії та історії образотворчого мистецтва, історії створення творів мистецтва, різноманіття технік і основ народних промислів. З метою спостереження за природою вихованці «Азовської перлини» проводять виходи на природу у різні періоди року. Традиційними є заняття в стилі «пленеру». Студія образотворчого мистецтва готують композиції різних технік: живопис на ДВП, полотні, розпис по шовку, орнаменти, аплікація з паперу та тканин.

### Народний естрадний муніципальний оркестр «Азовська чайка»
«Азовська чайка» — народний естрадний муніципальний оркестр. Диригент — Володимир Жуковський (заслужений працівник культури). В народному естрадному оркестрі працює 21 музикант. Колектив створений у 1956 році, почесне звання «народний» присвоєно в 1966 році.
Займаючи одне з провідних місць у сфері пропаганди і  розвитку естрадної та джазової музики, народний естрадний оркестр «Азовська чайка» веде значну роботу по збереженню діючого репертуару та опануванню нових творів майстрів світової класики. Оркестр постійно бере участь у великих концертних програмах міста та Палацу культури ім. Т.Шевченка, загальноміських заходах, проектах, спрямованих на популяризацію жанру естрадної, джазової та духової музики.
В репертуарі оркестру можна почути такі мелодії, як: «Україна» (О. Осадчий), «Бердянський марш» (В. Жуковський), «Золота рибка» (В. Жуковський, А. Рибас), «Музика» (А. Бабаджанян), «Берег юності» (І. Лученок), «Ревуче ралі» (А. Кролл), «Лісний струмок» (Д. Грузін), «Потяг на Чаттаногу» (Г. Міллер), «Рожева пантера» (Г. Мачині), «Усмішка для всіх» (І. Саруханов), «Тінь твоєї посмішки» (Б. Вебстер), «Соул-босса-нова» (К. Джонс), «Хрещатик» (П. Зібров) тощо.

### Зразковий ансамбль танцю «Азовські козачата»
«Азовські козачата» — зразковий ансамбль танцю, керівник Віталій Чекан. Зразковий ансамбль народного танцю «Азовські козачата» створений у 1999 році на базі Будинку культури ім. Островського заводу «Південгідромаш». У квітні 2005 року за особистий вклад в збереження та розвиток культури Запорізького краю, творчий пошук, збагачення національної культури  ансамблю було присвоєно почесне звання «зразковий».
Заняття у колективі ведуться у двох напрямках: вивчення народно-сценічних, характерних танців та сучасної хореографії (зокрема, це такі постановки, як «Флотська пляска», «Козацькі розваги», «Український гопак», полька «Подолянка», «Celebration», «Посвята Майклу Джексону» тощо).
За свій творчий шлях колектив показав себе на різних фестивалях й конкурсах, є постійним учасником загальноміських свят. В зразковому ансамблі народного танцю «Азовські козачата» займаються 25 дітей, з них 15 хлопців та 10 дівчат віком від 6 до 20 років.

### Цирковий колектив «Батерфляй»

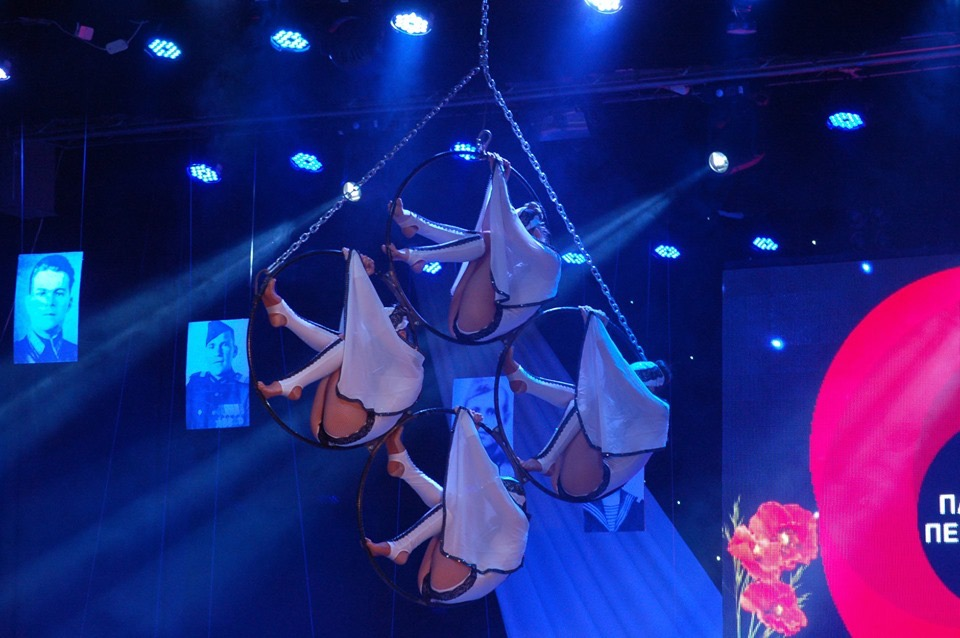
Виступ циркового колективу «Батерфляй» на концерті приуроченому до Дня Перемоги, травень 2019 р.

«Батерфляй» — цирковий колектив, керівник Уляна Строкач, заснований у 2007 році. В ній займається 21 дитина.
В 2016 році колектив взяв участь у 3-х Міжнародних фестивалях, а саме: Запоріжжя, «Дивоцирк», диплом лауреата 3-го ступеня; Одеса, «Золотий апельсин», 2 диплома лауреата 1-го ступеню та кубки; Дніпро, «Catch the beat», 2 диплома лауреата 1-го ступеню та кубки.
Представники циркової студії показують на різних сценах номери: каучук «Єгипет», каучук «Змії», хула-хуп, повітряне кільце, парад-алле «Натхнення». Циркова студія «Баттерфляй» є учасником загальноміських свят, у тому числі танцювальний проект «Терпсихора», фестиваль «Зорецвіт», День Нептуна, відкриття новорічної ялинки тощо.

### Народний ансамбль танцю «Вербиченька»

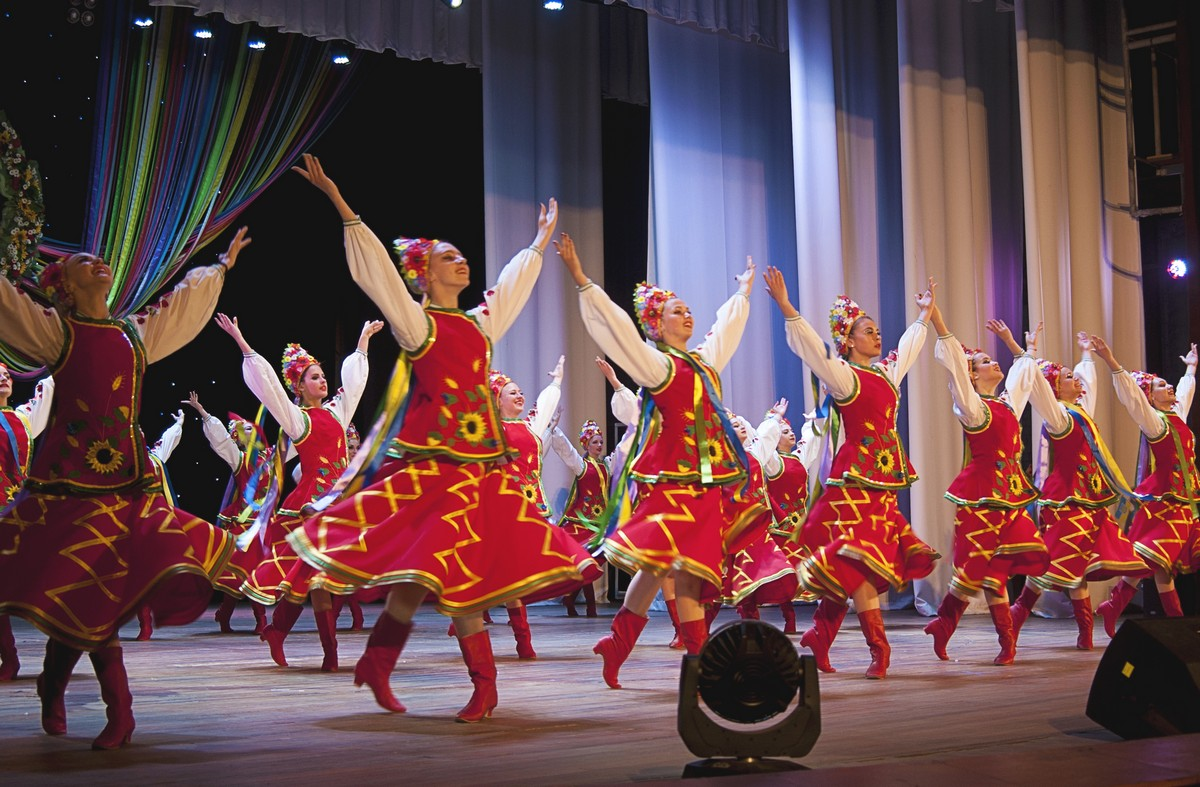
Народний ансамбль танцю «Вербиченька». Звітний концерт, травень 2018 р.

«Вербиченька» — народний ансамбль танцю, керівник Галина Бідуха (заслужений працівник культури). Колектив засновано в 1983 році. Звання «народний» присвоєно в 1994 році.
В ансамблі займається 100 дівчат, з них в основній групі — 50, в підготовчій 50 дітей. В репертуарі колективу такі постановки, як «Души прикосновень», «Вальс Свиридова», «Гарячее сердце испанки», «Грайливі кумоньки», «Верба», «Фламінго», «Парижский перекресток» тощо.
Колектив є постійним учасником та переможцем українських фестивалів і конкурсів (перший український телевізійний фестиваль танцю «Твій крок», лауреат: за індивідуальність та технічне виконання, Київ; міжнародний фестиваль-конкурс «Майбутнє Країни», лауреат 1 ступеню; всеукраїнський фестиваль дитячої та юнацької творчості «Біла ластівка», гран-прі;  фестиваль мистецтв «Таланти твої, Запорозький краю!», лауреати; міжнародний фестиваль «Барвиста осінь», гран-прі, золоті медалі, Київ). Колектив також є постійним учасником загальноміських свят і концертів (до дня Захисника Вітчизни, дня Соборності, дня Національній Гвардії України, конкурс «Олеся краса — довга коса», міський фестиваль «Зорецвіт», всеукраїнський фестиваль «Топ-Топ» тощо).
Протягом декількох років ансамбль співпрацює з факультетом естетичного і фізичного виховання Бердянського державного педагогічного університету. Студенти факультету проходять практику у колективі «Вербиченька», здійснюють творчі постановки за допомогою і за консультаціями керівника колективу.

### Народний ансамбль танцю «Вітерець»
«Вітерець» — народний ансамбль танцю, керівник Ірина Рибас. Історія колективу веде свій початок ще з 1947 року. «Вітерець» є одним з найстаріших творчих колективів Бердянська.
Звання «народний» він отримав 1957 року. На сьогоднішній день в ансамблі налічується 21 учасник. В різні роки «Вітерець» виступав і посідав призові місця на фестивалях та конкурсах «Танцювальна весна»; обласний конкурс ім. Ю.Большакова; концерт-звіт до 70-річчя Запорізької області; творчий концерт «Запорізька земля — України щаслива доля»; фестиваль народної творчості «Вольниця», Гуляй Поле; «Танцювальна осінь», Марганець.
Колектив постійно показує свої хореографічні композиції на міських заходах і концертах (фестивалі «Зорецвіт», «Фортуна», «Терпсихора», «Феєрія танцю», «Топ-Топ» тощо). В репертуарі колективу можна побачити «Жартівливу Василину», «Чардаш», «Яблучка», «Петриківський розпис», «Веселу Україну», «Я люблю Україну свою», «Український святковий», «Очі волошкові» тощо.

### Зразковий молодіжний театр «Данко»
«Данко» — зразковий молодіжний театр, керівник Олена Ковтун. Молодіжний театр був створений 1984 року як дитячий драматичний колектив. До його складу входили учні шкіл, професійних училищ та  ВУЗів. Свого часу колектив пропагував театральне мистецтво в містах Оріхів, Токмак, Пологи, Гуляйполе, Запоріжжя та в селах Запорізької області, а також Києві та Дніпрі.
1986 року колектив театру за плідну  роботу та творчі здобутки, високий виконавчий рівень акторських робіт був удостоєний звання «зразковий». Протягом своєї творчої діяльності колектив театру здійснив багато постанов, театралізованих  вистав, новорічних свят: «Снігова королева», «Піноккіо», «Слідство», «Весняний бал Попелюшки», «За двома зайцями», «Театральні таємниці» тощо.
Щорічно колектив театру бере участь у проведенні  загальноміських заходів «Масляна», день Нептуна, фестивалі «Топ-Топ», влаштовує новорічні  розважальні програми, театральні вечори (зокрема, до Міжнародного дня театру). Підопічні Олени Ковтун показують глядачам уривки з творів Шекспіра, Лопе де Вега, Миколи Гоголя та ін.

### Народний ансамбль естрадного танцю «Данс ліцей»

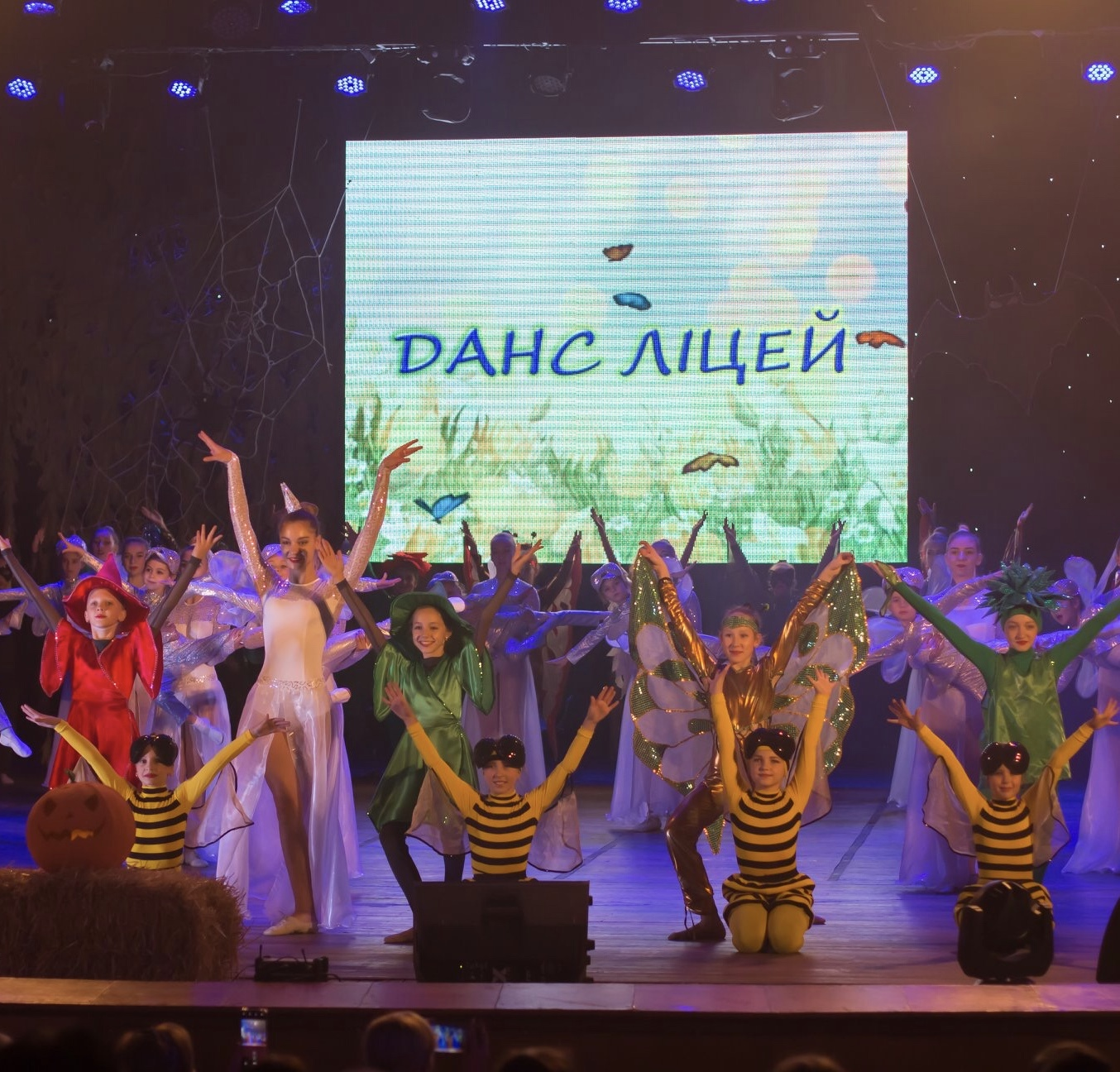
Народний ансамбль естрадного танцю «Данс ліцей». Звітний концерт, травень 2019 р.

«Данс ліцей» — народний ансамбль естрадного танцю, керівник Лілія Кузнецова. Колектив був утворений 1991 року. В 2012 він отримав звання «народний».
Ансамбль охоплює більше 40 дітей і підлітків. Вони представляли власну майстерність на фестивалях і конкурсах в Києві, Маріуполі, Дніпрі, Гамбурзі, Тернополі, Запоріжжі, Бердянську, за що не рідко отримували призові та перші місця (фестивалі «Майбутнє країни», «Сонячний зайчик», «Зустріч на Ельбі», «Кришталеві грона», «Дивосвіт», «Галицькі фрески», «Зірки Пекторалі», «Зорецвіт», «Топ-Топ» тощо).
Зразковий ансамбль естрадного танцю «Данс ліцей» працює в різних жанрах хореографії таких як, модерн, фолк, контемт, джаз. Молодша група із задоволенням працює в сюжетних номерах, таких як: «Танець поросят», «Сладкая история», «Веселый муравейник», «Весна пришла», «Зимняя фантазия». В репертуарі старшої групи можна побачити композиції «Китайский танец с лентами», «Молитва», «Покаяние», «Притча о любви», «Ти і я», «Ветер перемен», «Алые паруса» та ін.
Колектив є постійним учасником загальноміських свят і концертів, на яких «Данс ліцей» представляє тематичні постановки, зокрема, «Чарівне кохання», «Біля синього моря», «Діско паті» тощо.

### Зразковий вольний колектив «Діти Надії»
«Діти Надії» — зразковий вокальний колектив, керівник Надія Жуковська.
Ансамбль був заснований 1996 року, він нараховує 25 дітей та підлітків. В 2010 році вокальному колективу «Діти Надії» присвоєно звання «зразковий».
Учасники колективу володіють високим рівнем виконавчої майстерності. Вони опановують основи вокального мистецтва, сценічного руху, а також вдосконалюють свою творчу майстерність. В колективі проводяться індивідуальні та ансамблеві заняття. З 2000 року солісти і ансамбль стали постійними учасниками вокальних конкурсів і фестивалів («Топ-Топ»; «Зорецвіт»; «Музична пектораль»; «Маленькі зірочки», Херсон; «Квітуча Україна» Київ; «Срібна хвиля», Запоріжжя; «Кришталеві грона», Виноградів). Ансамбль «Діти Надії» є володарем багатьох призових місць, а його вихованці продовжують навчання вокальному мистецтву, зокрема, в Харківській академії мистецтв та Харківському музичному училищі.
У вокальному колективі навчають не тільки співу, а й правилам поведінки на сцені, принципам естетики співу, вибору репертуару тощо. «Діти Надії» співають на багатьох міських концертах («Весела Масляна», новорічні свята, «Зорецвіт», професійні свята і т. д.). У виконанні колективу можна почути композиції «Зима» (Н. Май), «Дед Мороз» (С. Суетов), «Ручеёк журчалочка» (С. Суэтов), «Лісова пісня» (А. Варламов), «Пісня про матусю» (Н. Май), «Осенние листья» (В. Косма), «Наши судьбы» (А. Варламов), «Два дубки» (укр..нар. пісня), «Ясноока ніч» (Н.Май), «Хай сніжить» (Ф.Сінатра) тощо.

### Гурток прикладного мистецтва «Естамп»
«Естамп» — гурток прикладного мистецтва, керівник Сергій Затьора. Гурток «Естамп» почав працювати з  2006 року.
Учні отримують початкові навички малювання. В образотворчому гуртку навчається 12 учнів. Вони оволодівають різноманітними техніками малюнку (графітний олівець, кольорові олівці), займаються живописом (акварель, гуаш), композицією, скульптурою, роблять малюнки з натури (натюрморти, портрети), живопису (акварель, гуаш), естамп (гравюра на картоні). Крім того, вихованці «Естампу» отримують і необхідну інформацію з історії мистецтва на гуртківських годинах. Найкращі роботи учнів оформлюються для експозицій та конкурсів.

### Фольклорна студія «Світанок»
«Світанок» — фольклорна студія, керівник Тетяна Петренко, була заснована у 2013 році.
У колективі поглиблено вивчають український музичний фольклор, проводять історичну реконструкцію календарно-обрядових і родинно-побутових свят (наприклад, однією з акції студії є «Вечорниці» в краєзнавчому музеї), виконують пісні запорозьких козаків, проводять патріотично-виховну роботу серед слухачів.
Фольклорна  студія «Світанок» є учасником концертів, організованих як відділом культури, так і громадськими організаціями міста. Учасники студії дають власні концерти для бердянці, мешканців Бердянського району та Запорізької області. В репертуарі фольклорної студії понад 100 пісень (українські народні, козацькі, билинні, жартівливі, весільні, колядки, щедрівки, веснянки, купальські, жниварські, а також ліричні пісні, театрально-вокальні композиції, вертепи).
Учасники студії «Родина» виконують «Ой, грайте, музики», «Де ти, милий, ночував», «Ой, гілля, гілля», «А я чорнява», «Черешенька», «Масляна», «У нас на Вкраїні», «Куди б я не їхала» тощо. Колектив представляє народну творчість на концертах до дня Перемоги, Незалежності України, дня прапора, дня вчителя та багатьох інших; на фестивалях «Зорецвіт», «Пісня — душа народу», «Вольниця» (Гуляй Поле), «Азовський зорепад»; на селищних концертах-ювілеях; Покровському ярмарку (Запоріжжя). Студія «Світанок» вже декілька років    співпрацює з народним фольклорним ансамблем «Хуртовина» соціально-гуманітарного інституту Бердянського державного педагогічного університету, студентам цього вузу надається  допомога  в  пошуковій  роботі з фольклорно-етнографічного  матеріалу.

### Колектив спортивно-бального танцю «Переможець»
«Переможець» — спортивно-бальний колектив, керівник колективу Роман Паленков. «Переможець» на базі Палацу культури ім. Т. Г. Шевченка відкрив свої двері в 2016 році.
В ансамблі мають змогу займатися діти і підлітки віком від 5 до 18 років. Вони займаються відповідно до двох програм: європейській та латиноамериканській. Танцюристи вивчають повільний та віденський вальс, танго, повільний фокстрот та квікстеп. Вихованці «Танка переможця» також демонструють на паркеті самбо, ча-ча-ча, румбу, пасадобль і джайв.
Молодий бальний ансамбль показує на різних сценах колективні й дуетні виступи, флешмоб, повільний вальс, ча-ча-ча тощо.

### Театральна студія «Теремок»
«Теремок» — театральна студія, керівник Світлана Орищенко. Студія  існує з 2011 року. З 2014 року колектив займається у стінах міського Палацу культури імені Тараса Шевченка.
За роки існування юні актори мали змогу продемонструвати свої здібності на фестивалях та конкурсах («Топ-Топ», «Три кити», «Зеленодольський  зорепад», «Казка в гаю», «Зірки пекторалі», «Єднаємо серця», «Лимонад», «Зимовий калейдоскоп» тощо). На театральних форумах вихованці «Теремка» посіли призові місця.
Щороку юні актори беруть участь у загальноміських концертах та фестивалях. Серед останніх вистав колективу: театралізована програма до дня Святого Миколая та спільна з народним драматичним театром новорічна вистава «Вечори на хуторі поблизу Бердянська».
Взагалі, завдяки спільному керівництву, студія «Теремок» та драмтеатр працюють в тісному контакті і представляють собою єдину театральну школу. В ній проводяться тренувальні заняття зі сценічного руху; вивчаються вправи зі сценічної мови й танцю. Навчально-виховна робота в колективі проводиться на основі вивчення елементів акторського тренажу. Вихованці театральної студії «Теремок» брали участь  у культурно-масових заходах шевченківського Палацу культури та Відділу культури Бердянська, а також у чисельних благодійних акціях («Всеукраїнський вертеп», День соборності, «Масляна», «Великдень у Бердянську», «Зорецвіт», день Нептуна, фестиваль «СкрябінFest», день Незалежності, ювілей народного драмтеатра тощо). Колектив співпрацює  з громадськими організаціями та школою-інтернат.

### Народний драматичний театр
Народний драматичний театр — керівник Світлана Орищенко. Є одним з найстаріших колективів.
Театр був створений в 1946 році і показував на бердянській сцені чимало вистав, у тому числі за п'єсами Володимира Вінніченка, Антона Чехова, Івана Карпенко-Карого тощо. До його складу входять люди різних професій, але всіх їх об'єднує одне спільне захоплення — театр.
Під керівництвом молодого талановитого керівника колектив набирає новий виток розвитку, демонструючи акторську майстерністьу загальноміських заходах та концертах (новорічна вистава «Вечори на хуторі поблизу Бердянська», карнавал — шоу «Масляна країн світу», розважальна програма для фестивалю «СкрябінFest»). Брали участь у  фестивалях  «Майбутнє країни», «Зірки пекторалі», «Лимонад», всеукраїнському конкурсі «Єднаємо  серця» (Вінниця), де посіли призові місця.  Серед останніх постановок народного драмтеатру: музично-літературна вистава за твором Т. Шевченка «Княжна».
Народний драмтеатр пропонує відвідувачам тренувальні заняття зі сценічного руху; вивчення та опрацювання вправ зі сценічної мови, танцю. Вся навчально-виховна робота в колективі проводиться на основі вивчення елементів акторського тренажу. Актори були задіяні в спільному з польським товариством проекті «Різні обличчя одного міста», в програмах «Всеукраїнський вертеп», «День вишиванки», мітингу з вшанування героїв Небесної сотні тощо. Протягом кількох років колектив співпрацює з громадськими організаціями та школою-інтернат.

## Сьогодення МПК

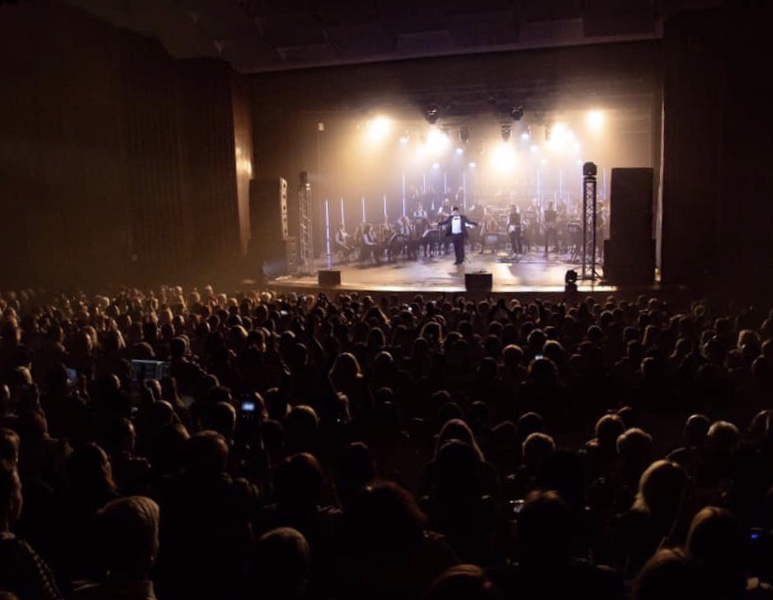
Концерт «Prime Orchestra» на сцені Бердянського міського Палацу культури ім. Т. Г. Шевченка. Листопад 2019 р.

Бердянський міський Палац культури є головним та найбільшим концертним майданчиком Бердянська.
У великій залі проводяться загальноміські концерти, урочисті відкриття фестивалів дитячої та юнацької творчості, з концертними програмами виступають зірки сучасної естради та шоу-бізнесу як з України, так і з-за кордону, серед них: Григорій Лепс, Ані Лорак, Тіна Кароль, Оля Полякова, Олег Винник, The Hardkiss, NAONI, Національний балет Грузії «Сухішвілі» та багато інших. У малій залі проходять наукові і духовні міжнародні прес-конференції, а в фоє палац приймає учасників щорічної традиційної виставки досягнень бердянців, приуроченої до Дня міста та звільнення Бердянська від німецько-фашистських загарбників.

## Архітектура палацу
Будівля палацу збудована у формі двох прямокутників та вміщує понад 50 приміщень, різних за величиною та функціональним призначенням.

### Велика глядацька зала
Зала для глядачів створена у вигляді амфітеатру з одним ярусом балкону. Розрахована на 954 місця.
Розміри сцени:
- глибина: 20,5 м
- ширина: 12 м
- висота: 12 м.
- площа сценічного простору: 391 кв.м.

#### Технічне обладнання
Сцена обладнана сучасним професійним звуковими, світловими та візуальними пристроями для проведення різноманітних заходів від малих та великих концертів за участі зірок до фестивалів, театральних вистав, гумористичних шоу.

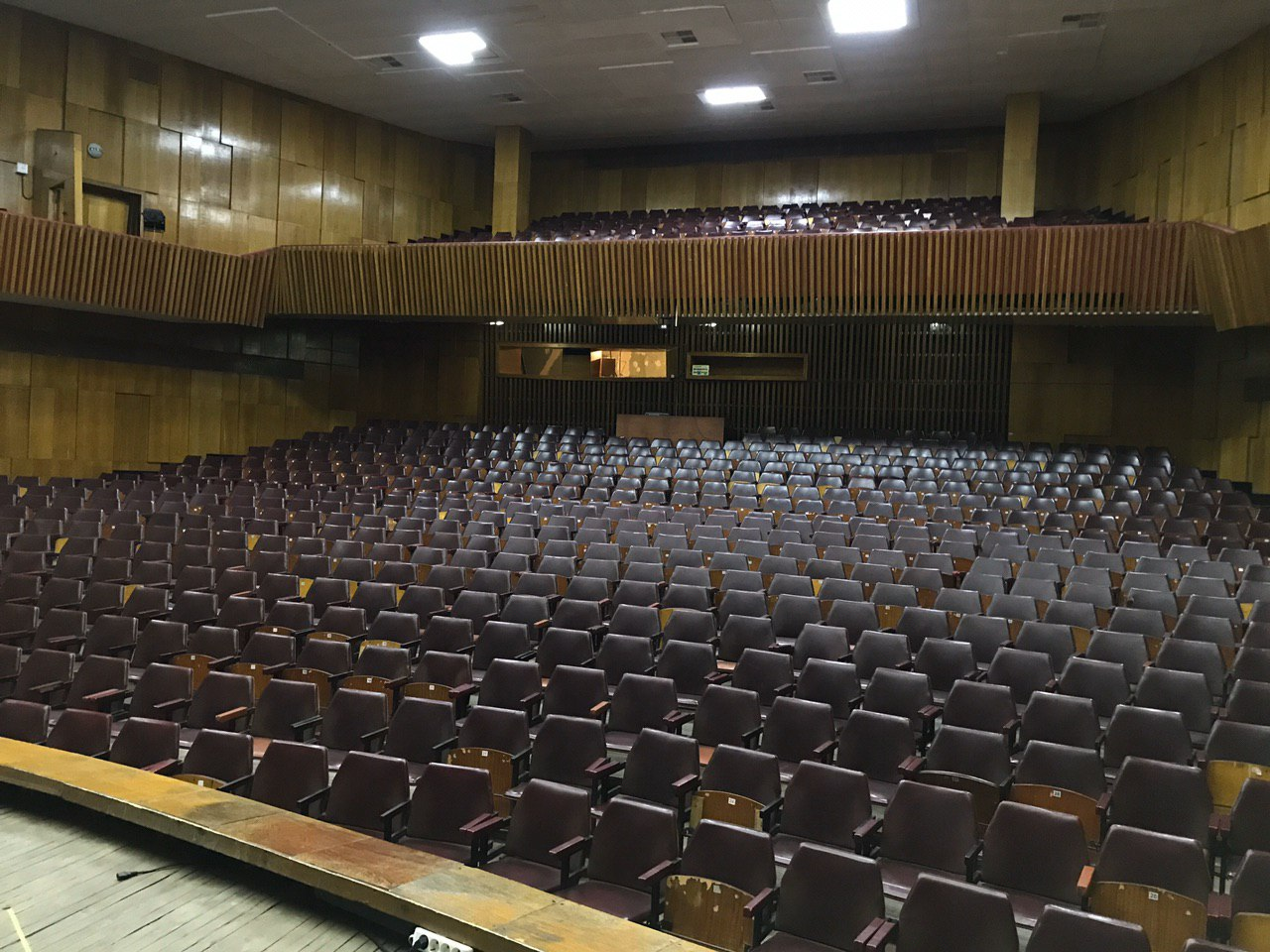
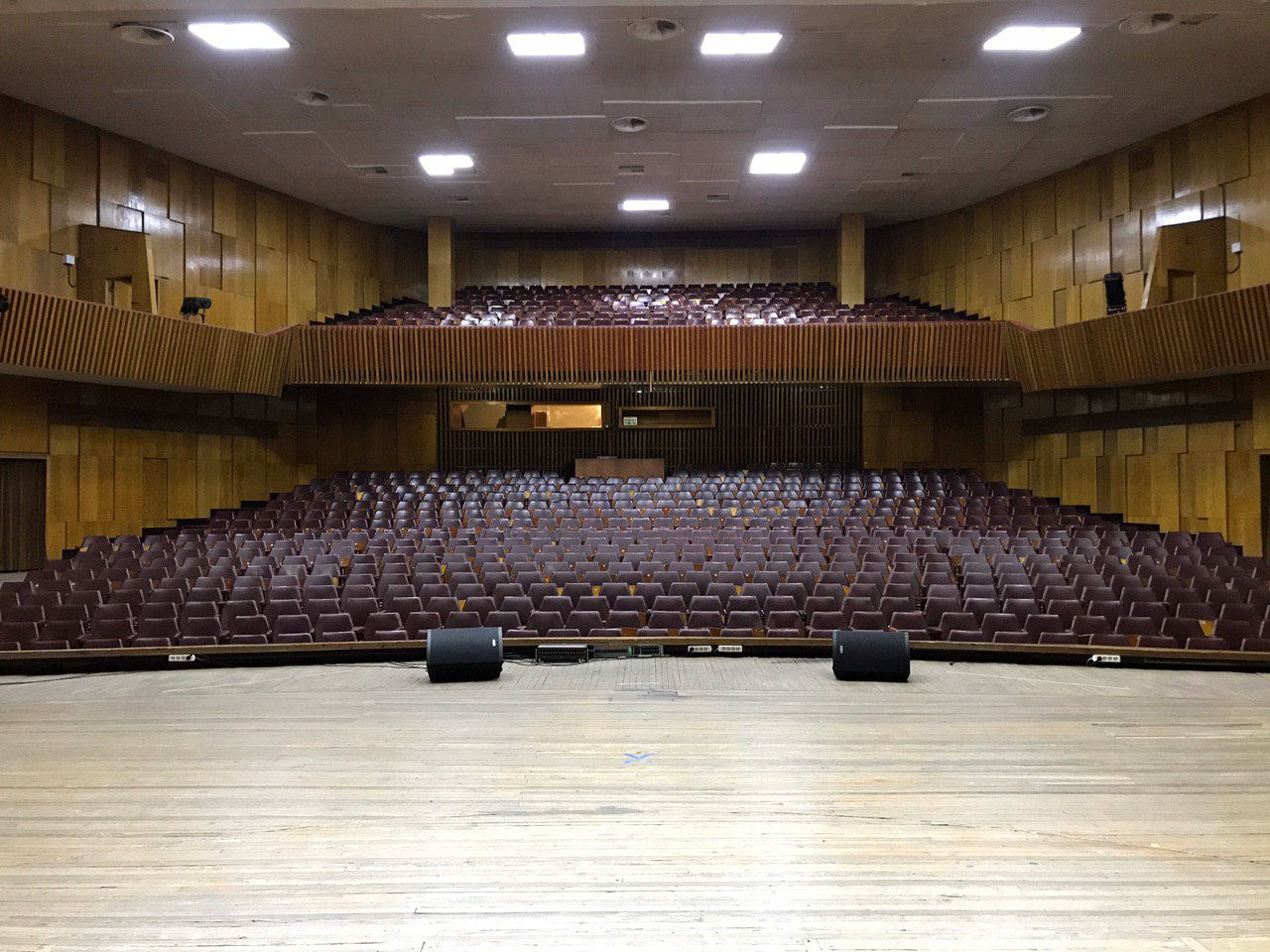
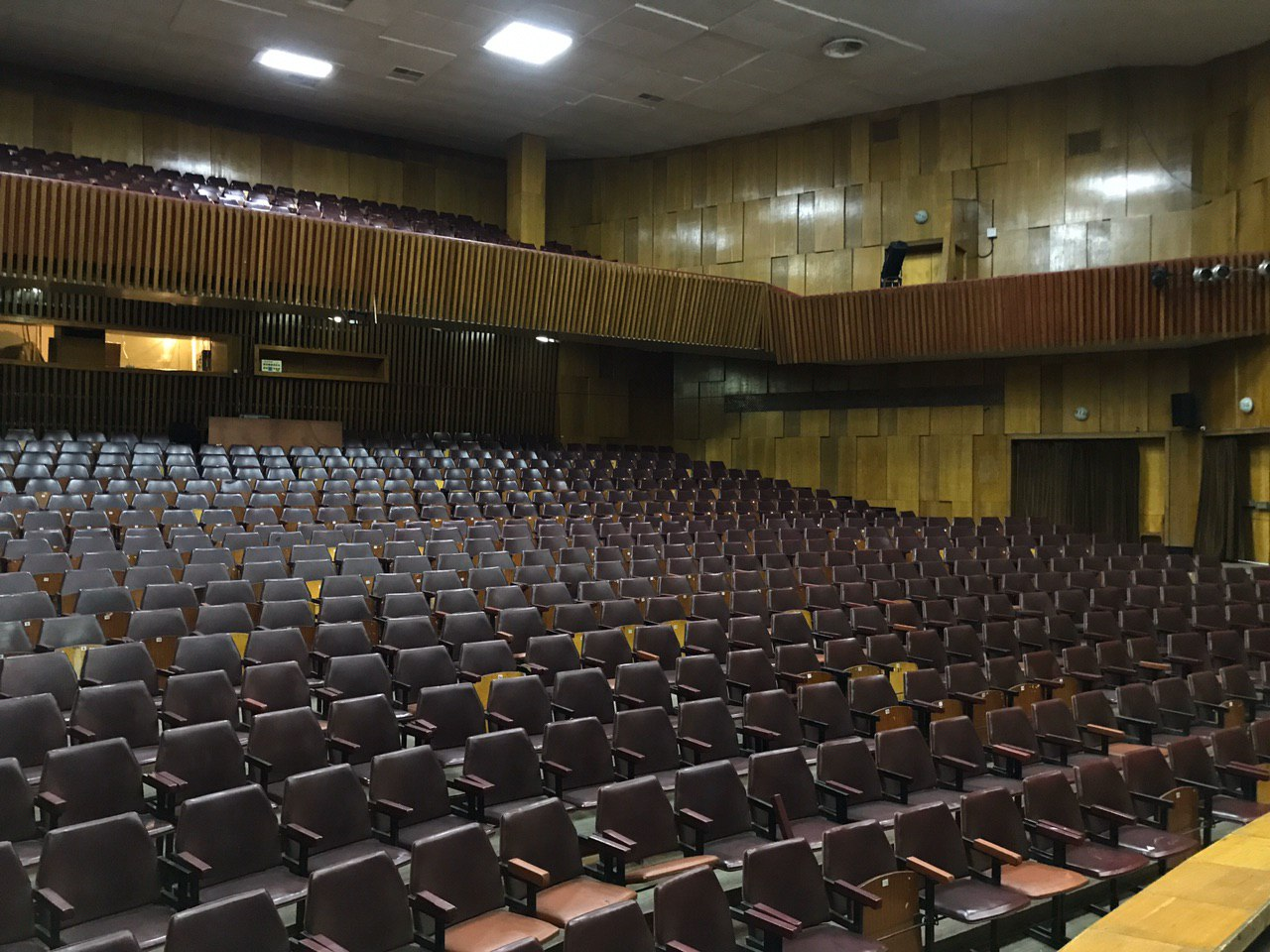
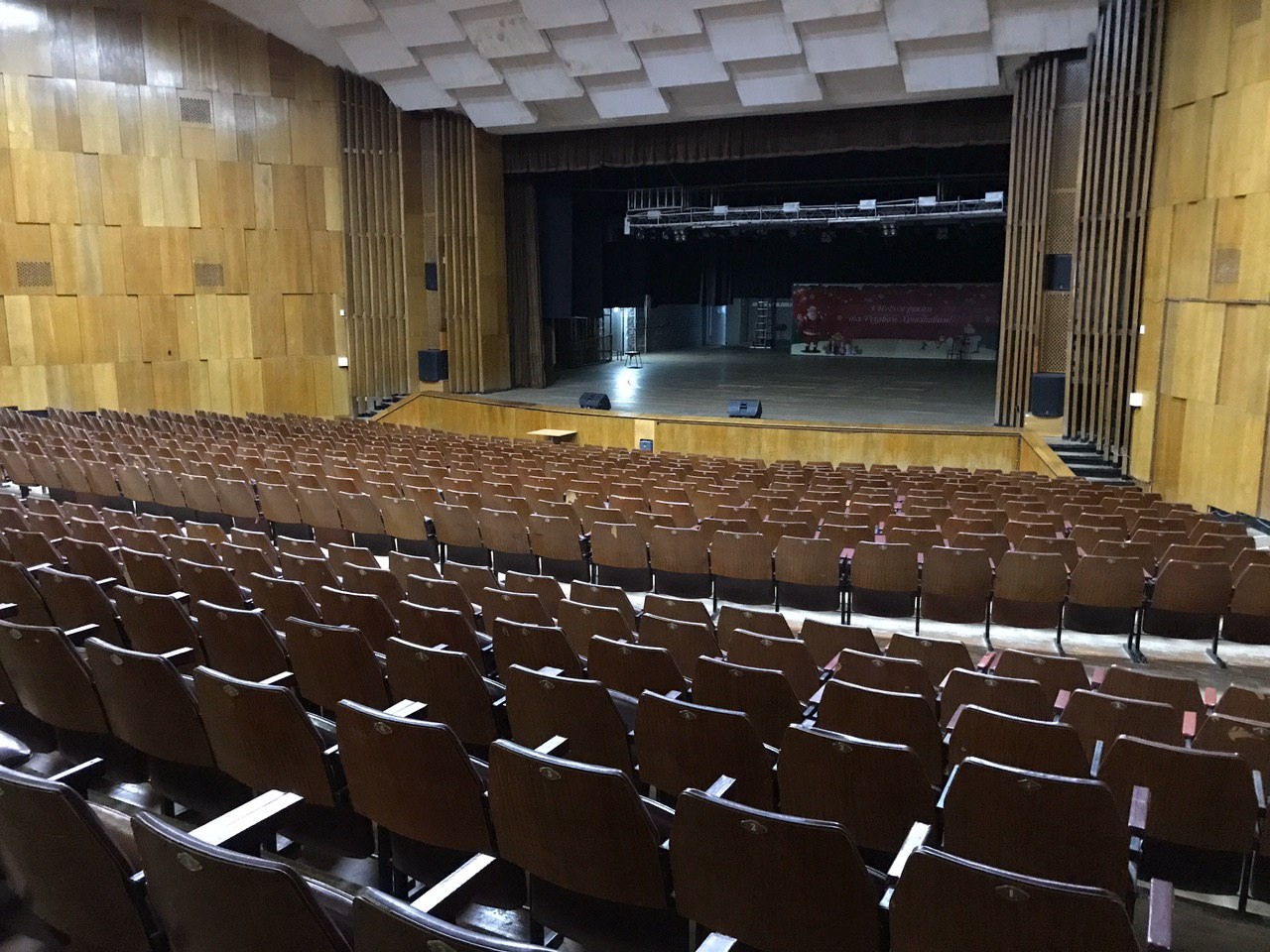